# Aphis orchidis
Aphis orchidis är en insektsart. Aphis orchidis ingår i släktet Aphis och familjen långrörsbladlöss. Inga underarter finns listade i Catalogue of Life.